# نظرية جذرية
النظرية الجذرية هي إحدى النظريات العلمية المستبدلة في الكيمياء و التي تصف بنية المركبات العضوية. و كانت هذه النظرية رائدة من قبليوستوس فون ليبيغ وفريدرش فولر وأوجست لوينت في حوالي عام 1830 ولا علاقة لها بالفهم الحديث للجذور الحرة. في هذه النظرية، كان يعتقد أن المركبات العضوية موجودة كمجموعات من الجذور التي يمكن تبادلها في التفاعلات الكيميائية فقط كما يمكن تبادل العناصر الكيميائية في المركبات غير العضوية.

## بما أُستبدِلت
في عام 1900 اكتشف موزس غومبيرغ <m.m.="" غومبر="" unexpected=""> بشكل غير متوقع كربون حقيقي ثلاثي التكافؤ وأول جذر بالمعنى الحديث للكلمة في محاولته (غير الناجحة) لصنع سداسي الفينيل. في المفاهيم الكيمياء العضوية الحالية  مثل البنزويل والأستيل تستمر في التسمية الكيميائية ولكن فقط لتحديد مجموعة وظيفية لها نفس الجزء.</m>